# Raión de Seredyna-Buda
Raión de Seredyna-Buda (en ucraniano: Середино-Будський район) es un antiguo raión o distrito de Ucrania en el óblast de Sumy. 
Comprende una superficie de 1100 km².
La capital fue la ciudad de Seredyna-Buda.

## Demografía
Según estimación 2010 contaba con una población total de 17658 habitantes.

## Otros datos
El código KOATUU es 5924400000. El código postal 41000 y el prefijo telefónico +380 5451.